# Pere Antoni Figuera i Tomàs
Pere Antoni Figuera (Llucmajor, 23 de desembre de 1772 - Palma, 16 de març de 1847) fou un frare franciscà autor del primer diccionari que es publicà a Mallorca: el Diccionari mallorquí-castellà (1840).